# جاك لونش (لاعب دوري الرغبي)
جاك لونش (بالإنجليزية: Jack Lynch)‏ هو لاعب دوري الرغبي أسترالي، ولد في 10 مايو 1900 في سيدني في أستراليا، وتوفي في 29 ديسمبر 1966 في Bondi Junction ‏ في أستراليا.